# OGLE-TR-10
OGLE-TR-10 es una estrella distante del Sol unos 5000 años luz, que se encuentra en la constelación de Sagitario. Tiene una magnitud aparente 14,93. Está localizada, como se ve desde la Tierra, cercana al centro de la galaxia. La estrella ha sido clasificada como una enana amarilla, o como una enana naranja, similar al Sol. Dado que la estrella es tan débil, y está localizada en las regiones superpobladas de Sagitario, no presentaba ninguna característica especial, y no había sido catalogada anteriormente.
En 2002, durante una búsqueda de materia oscura del equipo OGLE fue detectada una disminución periódica en su brillo, que indicaba la posible presencia de un planeta realizando tránsitos astronómicos. Luego, en 2004, pudo ser comprobada, en  la existencia del planeta extrasolar OGLE-TR-10 b, por medio de mediciones de la velocidad radial de la estrella.